# Marquesado de La Guardia

Escudo de La Guardia, de donde era señor el I marqués de La Guardia.

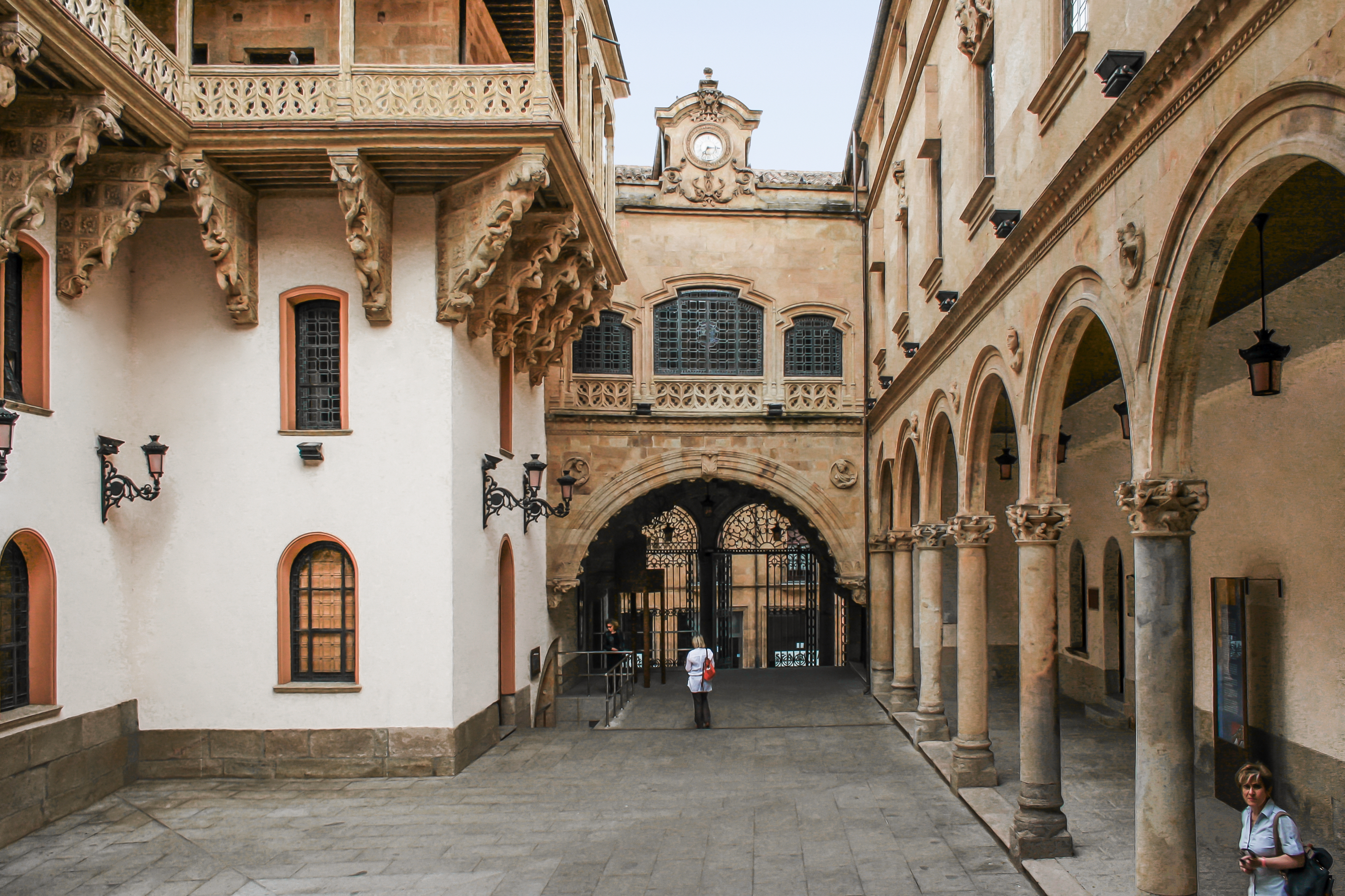
Patio del Palacio de La Salina, de Rodrigo de Messía o de Fonseca (Salamanca). Hecho construir (1538) por Rodrigo Messía Carrillo, el padre de Gonzalo Messía, primer titular

El marquesado de La Guardia es un título nobiliario español creado por el rey Felipe II el 8 de junio de 1566 a favor de Gonzalo Messía Carrillo (también Mexía o Mesía), procedente del legado de su padre Rodrigo Messía Carrillo y Ponce de León, XI señor de La Guardia y IX de Santa Eufemia (también Santofimia o Sanctofimia), de El Viso, Guijo y Torrefranca, caballero de la Orden de Santiago, de la Casa Messía y Carrillo.
Su nombre se refiere al municipio andaluz de La Guardia de Jaén, en la provincia de Jaén.

## Orígenes
El señorío de La Guardia procede de la Casa de Haro —en concreto de la casa Ruíz de Baeza y Haro—, descendientes del hijo de Diego López II de Haro el Bueno y Toda Pérez de Azagra, Lope Ruíz de Haro (el menor) I señor de La Guardia y Bailén, y primer caudillo del reino de Jaén, llamado así para diferenciarlo de su hermano mayor Lope Díaz de Haro Cabeza brava.
Lope Ruíz de Haro, el Chico, casó con Berenguela González de Girón, hija de Gonzalo González Girón y de Teresa Arias Quijada, y tuvieron un hijo, Ruy López de Haro, que fue II señor de La Guardia. Del matrimonio de Rui con Sancha Pérez Tenorio, también llamada Sancha Jofre Tenorio, nació hacia de 1290, Lope Ruiz de Baeza y Haro, también llamado Lope Ruiz de Haro (m. Jaén, 13 de abril de 1340), III señor de La Guardia, por el cual se llega a la casa Ruíz de Baeza y Haro.

### Sucede la familia Ruíz de Baeza y Haro
De la unión de Lope con Guiomar Ponce de León, nació Juan Ruíz de Haro y de Baeza, también llamado Juan Ruiz de Baeza, señor de Campos y Bailén y IV señor de La Guardia. Juan casó con su prima tercera Teresa de Haro y Saldaña (nieta de Juan Alonso López de Haro, primo hermano de Ruy) donde de nuevo entronca la familia Haro.
La Guardia aparece como propiedad en el testamento, otorgado el 13 de abril de 1340, del hijo de Juan Ruíz de Baeza (el anteriormente mencionado señor de Bailén y La Guardia), Lope Díaz de Baeza y Haro, también conocido como «Lope Ruíz de Baeza» o «Lope Ruíz de Haro», ricohombre de Castilla V señor de La Guardia, Torrebermeja y Torremocha. Este contrajo matrimonio con Urraca Alonso Fernández de Córdoba, con la que solo tienen una hija, Leonor Fernández de Córdoba, sin posibilidad de heredar el término por ser varonía y sin descendencia femenina.
Lope Díaz de Baeza es el señor de La Guardia al que Enrique II despoja del señorío de la villa por posicionarse a favor de su hermanastro Pedro I de Castilla al acabar la primera guerra civil castellana. Más tarde le es restituido por influencia de su suegro y, el 20 de mayo de 1412, un nuevo favor del rey cede el «término y su castillo» a su yerno, Ruy González Messía casado con Leonor. Es a partir de este momento cuando se inicia la tutela de la villa por parte de los Messía y, de hecho, cuando Ruy inicia la labor reconstructiva de la misma que continuará a lo largo de varias generaciones siguientes.

Fue muy valido del Rey Santo, y hállase haberle heredado en el Algarbe de Baeza y héchole merced de las villas de Bailén y de Laguardia y de unas casas en Jaén, que hoy son del conde de Villar y de los marqueses de la Guardia sus sucesores por vía de Don Lope el chico o el menor, su hijo.
NAXARA ILUSTRADA. Manuscrito original del s.XVII que se conserva en el Monasterio de Santa María la Real de Nájera.
Transcripción del Padre Saturnino Nalda Bretón O.F.M.

### Sucede la familia Messía y Carrillo
La línea de descendencia hasta la Casa Messía Carrillo en sí misma, prosigue con varios cruces entre distintas (o incluso las mismas) casas de la nobleza, desde Ruy González Messía y Leonor Fernández de Córdoba, pasando por Gonzalo Messía o Mejía (Comendador de Segura de la Sierra y administrador de la Orden de Santiago) y de Teresa Carrillo, V señora de Santa Eufemia e hija de Pedro Carrillo; hasta el matrimonio de Gonzalo Messía, VII señor de Santa Eufemia, e Inés Messía, señora de La Guardia.
Este último matrimonio fueron los padres de Rodrigo Mesía Carrillo, VIII señor de Santa Eufemia y La Guardia, caballero muy estimado por los Reyes Católicos que luchó en La Reconquista y heredero entre otros bienes del monasterio de San Agustín de Córdoba. Rodrigo casó con María Ponce de León (hija de Rodrigo Ponce de León, duque y marqués de Cádiz) siendo los abuelos de los marqueses de La Guardia y, por lo tanto, el origen de los títulos que heredará y ostentará el título nobiliario hasta la actualidad.
Es ya su hijo, Rodrigo Mesía Carrillo y Ponce de León, IX señor de La Guardia y IX de Santa Eufemia, casado con Mayor de Fonseca y Toledo quien cede a su primogénito, Gonzalo Messía Carrillo de Fonseca, el que a la postre será el marquesado de La Guardia. Un linaje copado de caballeros y maestres de distintas órdenes como la de Santiago —especialmente—, de Calatrava y de San Juan, que abarca otras regiones de España donde tuvieron casas y mayorazgos.

## Marqueses de La Guardia
| #    | Titular                                                             | Periodo      |
| ---- | ------------------------------------------------------------------- | ------------ |
| I    | Gonzalo Messía Carrillo                                             | 1566-1571    |
| II   | Rodrigo Messía Carrillo y Manrique de Lara                          | 1571-c.1595  |
| III  | Gonzalo Messía Carrillo y Hurtado de Mendoza                        | ¿?-c. 1610   |
| IV   | Rodrigo Messía Carrillo y Hurtado de Mendoza                        | ¿?-1616      |
| V    | Gonzalo Messía Carrillo y Portocarrero                              | 1616-c. 1675 |
| VI   | Diego Messía Carrillo y Portocarrero                                | ¿?-1702      |
| VII  | Luisa (o Lucía) Messía Carrillo y Portocarrero                      | 1702-1721    |
| VIII | Francisca de Paula Centurión de Córdoba Mendoza Carrillo y Albornoz | 1721-1722    |
| IX   | Joaquín Antonio Ximénez de Palafox Centurión de Córdoba             | 1725-1775    |
| X    | Fausto Francisco Palafox Pérez de Guzmán el Bueno                   | 1775-1788    |
| XI   | Vicente María de Palafox Centurión y Silva                          | 1788-1820    |
| XII  | María Elena de Palafox y Silva de Híjar                             | 1820-1837    |
| XIII | Andrés Avelino de Arteaga Lazcano y Palafox                         | 1837-1864    |
| XIV  | Andrés Avelino de Arteaga Lazcano y Silva Carvajal y Téllez Girón   | 1865-1910    |
| XV   | María Josefa de Arteaga y Echagüe                                   | 1910-1964    |
| XVI  | Jaime Mariátegui y Arteaga (1918-2000)                              | 1965-2000    |
| XVII | Jaime María Mariátegui y Valdés                                     | 2001-hoy     |

## Historia de los marqueses de La Guardia
- Gonzalo Messía Carrillo (c. 1525-1571), I marqués de La Guardia. Era hijo de Rodrigo Messía Carrillo y Ponce de León, XIV señor de La Guardia[15] y de Santa Eufemia, y de Mayor de Fonseca y Toledo,[1] señora de Villasbuenas, Torralva y Avedillo, conocidos como mecenas, entre otros monumentos, del Antiguo convento de Santo Domingo de La Guardia, donde ambos se encuentran enterrados, y del palacio de La Salina o «de don Rodrigo de Messía» en Salamanca.[16]

El 17 de agosto de 1549, ante el escribano Pedro Garavito, Gonzalo, el primogénito del matrimonio, heredó los mayorazgos de Santa Eufemia y La Guardia. Para su hermano menor, Juan Alonso de Fonseca, se reservan los de su madre. Tras una ampliación del mayorazgo de Rodrigo, ante Bartolomé Carrizo, el 20 de febrero de 1566, se concede el marquesado a la villa y en junio, Gonzalo se convierte en el I marqués de La Guardia.
Su marquesado es de gran importancia cultural para la villa que ostenta, La Guardia de Jaén, ya que auspicia gran cantidad de trabajos artísticos realizados en su mayor parte por Francisco del Castillo "El Mozo", además de Andrés de Vandelvira. Sus proyectos, son una continuación de la labor de sus padres, Rodrigo y Mayor, destacando por ejemplo la iglesia del convento de Santo Domingo, la plaza de Isabel II o la iglesia de Santa María, en el Castillo de La Guardia.
Casó, en 1525, con Ana Manrique de Lara y Manrique, dama de la emperatriz Isabel, hija de Pedro Manrique IV conde de Paredes y de Inés Manrique de Lara. Le sucedió su hijo primogénito:
- Rodrigo Messía Carrillo y Manrique de Lara (c. 1550-c. 1595), II marqués de La Guardia[19] y señor de Santa Eufemia entre otros títulos.

Casó con Isabel Hurtado de Mendoza y Mendoza, hija de Diego Hurtado de Mendoza, IV conde de Saldaña y primogénito del duque del Infantado, y de María de Mendoza, III marquesa de Cenete y tercera hija de Rodrigo Díaz de Vivar y Mendoza. Le sucedió su hijo:
- Gonzalo Messía Carrillo y Hurtado de Mendoza (m. c. 1610), III marqués de La Guardia.[20]

Casó con María Hurtado de Mendoza y Cárdenas, hija de Francisco Hurtado de Mendoza, I marqués de Almazán, y de Ana María de Cárdenas, hija del II duque de Maqueda.
- Rodrigo Messía-Carrillo y Hurtado de Mendoza (m. Sevilla, 10 de diciembre de 1616), IV marqués de La Guardia.[21]

Casó con Luisa Antonio Portocarrero y Manrique, hija de Luis Antonio Fernández Portocarrero y Mendoza, III conde de Palma y I marqués de Almenara, y de su esposa Francisca de Mendoza-Luna Manrique, III marquesa de Montes Claros. Le sucedió su hijo:
- Gonzalo Messía Carrillo y Portocarrero (m. c. 1675), V marqués de La Guardia,[22] XIV señor de Santa Eufemia, y señor de Torrefranca.[23]

Casó el 6 de noviembre de 1630, en Madrid, con Ana Portocarrero y Fernández de Córdoba, hija de Pedro Portocarrero Fernández de Córdoba (m. 1622), V conde de Medellín, y de su primera esposa, Mariana de Mendoza. Le sucedió su hijo:
- Diego Messía Carrillo y Portocarrero (m. 17 de marzo de 1702), VI marqués de La Guardia,[24] I conde de Santa Eufemia y caballero de la Orden de Santiago.[24]

Casó en Madrid (Santa Cruz) el 13 de abril de 1675 con Ana Victoria de Borja Centelles y Ponce de León. Sin descendencia, le sucedió su hermana:
- Luisa (o Lucía) Messía Carrillo y Portocarrero (n. Madrid, 19 de enero de 1641),[27] VII marquesa de La Guardia.[26]

Casó en primeras nupcias en Madrid (Santos Justo y Pastor) el 13 de febrero de 1669 con Cecilio Francisco Centurión y Centurión (m. 1688), almirante de Aragón, marqués de Estepa y marqués de Armunia, hijo de Adán Centurión y María Leonor Fernández de Córdoba. Le sucedió su hija:
- Francisca de Paula Centurión de Córdoba Mendoza Carrillo y Albornoz (Madrid, 13 de abril de 1670[27]-10 de noviembre de 1722),[29] VIII marquesa de La Guardia y V marquesa de Armunia.[30]

Casó el 4 de septiembre de 1695, en Madrid, siendo su segundo esposo, con Juan Antonio Rebolledo de Palafox y Zúñiga (1674-1725). V marqués de Ariza, grande de España, VIII marqués de Guadalest, señor de las baronías de Caspe, Benisá, Cotes, Aldea de Valencia, Sueca, Calmarza y Teulada, almirante de Aragón y caballero de la Orden de Santiago. Le sucedió su hijo:
- Joaquín Felipe Antonio Ximénez de Palafox y Centurión de Córdoba (20 de febrero de 1702-11 de agosto de 1775),[31][27] IX marqués de La Guardia,[30] VI marqués de Ariza,[29] IX marqués de Guadalest, VI marqués de Armunia, IV conde de Santa Eufemia, V conde de la Monclova, grande de España de primera clase, señor de las baronías de Caspe, Benisá, Cotes, Aldea de Valencia, Sueca, Calmarza y Teulada, almirante de Aragón, caballero del Toisón de Oro, gran cruz de Carlos III, gentilhombre de cámara con ejercicio y servidumbre y caballerizo mayor de la reina.[30]

Casó en primeras nupcias el 8 de julio de 1722 con Rosa Pérez de Guzmán el Bueno y Silva (1704-1731), hija de Manuel Alonso Pérez de Guzmán el Bueno, XII duque de Medina Sidonia, y Luisa María de Silva y Mendoza. Contrajo un segundo matrimonio, el 1 de abril de 1737, con María Ana Carlota de Croy de Havré y Lanti de la Róvere. Le sucedió el único hijo del primer matrimonio:
- Fausto Francisco Palafox Pérez de Guzmán el Bueno (12 de octubre de 1731[33]-5 de abril de 1788),[34] X marqués de La Guardia,[35] V conde de Santa Eufemia,[35] VII marqués de Ariza,[31] IX marqués de Estepa, VI conde de la Monclova, X marqués de Guadalest, VIII marqués de Armunia, grande de España de primera clase, caballero de Orden de Carlos III (1777), caballero del Toisón de Oro, almirante de Aragón, señor de las baronías de Caspe, Benisá, Cotes, Aldea de Valencia, Sueca, Calmarza y Teulada, gentilhombre de cámara del rey, caballerizo mayor de la princesa de Asturias[35] y alcalde mayor de los hijosdalgos de Castilla.[33]

Casó en primeras nupcias el 12 de junio de 1751 con María Loreto Teresa de Silva y Sarmiento Dávila y, en segundas nupcias, en 1774 con María Joaquina Fernández de Liñan de Heredia y Zapata de Calatayud, VI marquesa de Bárboles. Le sucedió su hijo de su primer matrimonio:

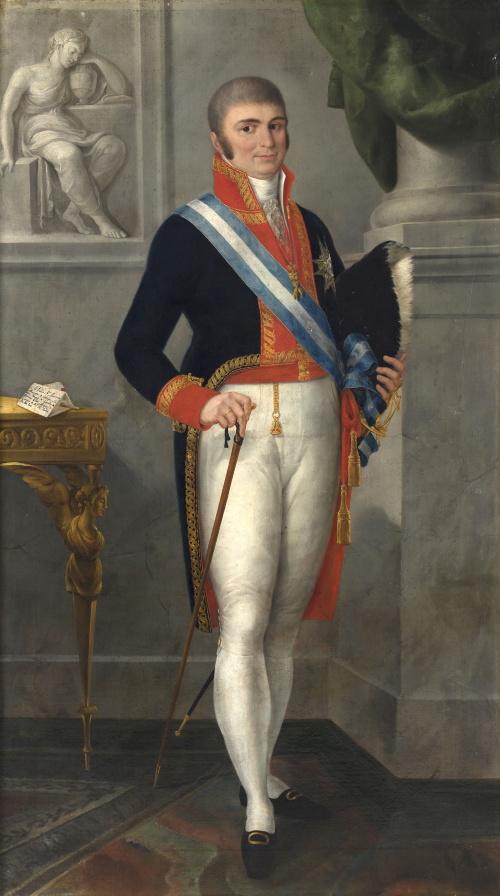
Retrato de Vicente María de Palafox, XI marqués de La Guardia (1796), pintado por Agustín Esteve.

- Vicente María de Palafox Centurión y Silva (Madrid, 14 de febrero de 1756-9 de julio de 1820) XI marqués de La Guardia,[35] VIII marqués de Ariza,[31] X marqués de Estepa, VII conde de la Monclova, XI marqués de Guadalest, IX marqués de Armunia, VI conde de Santa Eufemia, almirante de Aragón, señor de las baronías de Caspe, Benisá, Cortes, Aldea de Valencia, Sueca, Calmarza y Teuladas, sumillers de corps del rey, caballero del Toisón de Oro y de Carlos III.[35]

Casó en primeras nupcias el 10 de enero de 1778, con María de la Concepción Belvís de Moncada y Pizarro, con descendencia. Contrajo un segundo matrimonio el 14 de septiembre de 1803 con su prima carnal, María Teresa de Silva Fernández de Híjar y Palafox. Le sucedió su hija del segundo matrimonio:
- María Elena de Palafox y Silva de Híjar (m. 27 de octubre de 1837),[31] XII marquesa de La Guardia,[35] IX marquesa de Ariza,[31] X marquesa de Estepa, VIII condesa de la Monclova, XII marquesa de Guadalest, IX marquesa de Armunia y IX condesa de Santa Eufemia.[35]

Casó el 14 de febrero de 1820 con José Agustín de Idiáquez y Carvajal. Le sucedió su pariente:
- Andrés Avelino de Arteaga Lazcano y Palafox (baut. 10 de noviembre de 1780-5 de noviembre de 1864), XIII marqués de La Guardia,[36] V marqués de Valmediano), II conde de Corres, X marqués de Armunia, X marqués de Ariza,[31] XI marquesado de Estepa, IX conde de la Monclova, XIII marqués de Guadalest, XI conde de Santa Eufemia, XII señor de la Casa de Lazcano, almirante de Aragón, coronel de caballería, caballero de la Orden de Carlos III, prócer del reino, senador por derecho propio y caballerizo mayor honorario de la reina Isabel II.[36] Era hijo de Ignacio Ciro de Arteaga-Lazcano e Idiáquez (1748-1817), IV marqués de Valmediano, señor de la Casa de Lazcano, I conde de Corres (1773), etc. y de su esposa María Ana de Palafox y Silva.[36]

Casó el 3 de febrero de 1804, con María Joaquina Josefa de Carvajal-Vargas y Manrique de Lara (Lima, 1775-1804). Le sucedió su nieto, hijo de Andrés Avelino Arteaga-Lazcano y Carvajal-Vargas, VI marqués de Valmediano, y de su esposa María Fernanda Manuela de Silva-Bazán y Téllez Girón.
- Andrés Avelino María de Arteaga Lazcano y Silva (Madrid, 12 de julio de 1833-ibid., 15 de junio de 1910), XIV marqués de La Guardia,[38] XVI duque del Infantado,[39] XXIV conde de Saldaña, XVII marqués de Santillana, XVII conde del Real de Manzanares, XIV marqués de Cea,[38] XIV conde de Ampudia, XII marqués de Almenara, IV conde de Corres, VII marqués de Valmediano, XI marqués de Ariza,[31] XII marqués de Estepa,[40] XI marqués de Armunia, X señor de la Casa de Lazcano, XXI almirante de Aragón, general de brigada, caballero y XIII de la Orden de Santiago, senador por derecho propio y gentilhombre de cámara.[38]

Casó el 27 de diciembre de 1866 con María de Belén Echagüe y Méndez Vigo. Le sucedió su hija:
- María Josefa de Arteaga y Echagüe (m. 1964),[20] XV marquesa de La Guardia,[41] dama de la Reina Victoria Eugenia de Battenberg.

Casó, siendo la segunda esposa, con Jaime Mariátegui y Pérez de Barradas, marqués de Quintana de las Torres y Gentilhombre grande de España con ejercicio y servidumbre del rey Alfonso XIII. Fue suegra del I duque de Hernani, Manfredo Luis de Borbón y Bernaldo de Quirós. Le sucedió su hijo:
- Jaime Mariátegui y Arteaga (Madrid, 18 de mayo de 1918-ibid. 16 de septiembre de 2000), XVI marqués de La Guardia,[41][42] X marqués de Quintana de las Torres, grande de España.[41]

Casó el 20 de octubre de 1952 con María Valdés y Ozores. Le sucedió su hijo:
- Jaime María Mariátegui y Valdés (1953-), XVII marqués de La Guardia,[43] grande de España.[44]

Casó con Carolina Pereda y Fuster, padres de María Mariátegui y Pereda.